# Імперія (телесеріал)
Імперія (англ. Empire) — американський музичний драматичний телесеріал, створений Лі Деніелсом і Денні Стронгом для Fox, музичним продюсером проєкту виступив Тімоті Тімбеленд Мослі, шоуранеркою — Айлін Чайкен. Серіал є спільним виробництвом Imagine Television та 20th Century Fox Television та синдикованим 20th Television. Прайм-тайм мильні опери 1980-х «Даллас» та «Династія» послужили натхненням для продюсерів під час створення серіалу. Незважаючи на те, що серіал знято в Чикаго, події відбуваються в Нью-Йорку. Серіал розповідає про вигадану хіп-хоп музичну та розважальну компанію Empire Entertainment і драматичні стосунки в родині засновників, які борються за контроль над нею. У ньому знялися Терренс Говард, Тараджі Генсон, Брашер Грей , Джассі Смоллетт і Трей Баєрс як члени сім'ї Лайонів, а також акторський склад другого плану, включаючи Грейс Баєрс, Кейтлін Даблдей, Габурі Сідібе, Та'Ронду Джонс, Сераю, Маліка Йоба та Вівіку А. Фокс.
Прем'єра серіалу відбулася 7 січня 2015 року і переглянули її майже 10 мільйонів осіб, а фінал першого сезону подивилися 17 мільйонів, в рейтингу Нільсена він посів 5-е місце. Перший сезон отримав позитивні відгуки критики, яка високо оцінила акторську гру, зокрема Тараджі Генсон, режисуру, саундтрек, сценарії, костюми, монтаж і загальний тон серіалу, причому багато критиків описали його як «свіжий погляд на мюзикл». Наступні сезони також отримали позитивні відгуки, причому його другий сезон був краще прийнятий.
Проєкт, з повністю афроамериканським акторським складом, також дебютував із рекордними для каналу рейтингами (3,8 у демографічній категорії 18-49) та залучив до екранів майже 10 млн глядачів. 17 січня 2015, після виходу лише двох епізодів, канал продовжив серіал на другий сезон. Серіал виявився першим проєктом з часів старту «Анатомії пристрасті» у 2005 році, який додавав у рейтингах після прем'єрного епізоду. Фінал першого сезону залучив до екранів 17,62 млн глядачів з рейтингом 6,9, показуючи тим самим найкращий результат для фіналу сезону на національному телебаченні за останні 10 років. За рейтинговими даними, рекордний 71 % аудиторії серіалу становлять афроамериканці. Альбом-саундтрек першого сезону, що вийшов одночасно з цим, очолив чарти Billboard, обійшовши черговий альбом Мадонни.
Другий сезон був відзначений рейтинговим спадом, що не завадило зберегти серіалу позицію самої рейтингової програми на телебаченні. Сюжетні ходи також були сприйняті аудиторією та критикою не настільки прихильно, як під час першого сезону. У січні 2016 року Тараджі Генсон здобула премію «Золотий глобус» за найкращу жіночу роль у телевізійному серіалі — драма за роль Кукі, а раніше номінувалася на «Еммі» (отримала Віола Девіс).
Під час показу це було одне з найпопулярніших телешоу на Fox. 30 квітня 2019 року Fox продовжив шоу на шостий і останній сезон, і перший без Смоллетта, який, як було підтверджено, не повернеться після звинувачення у поданні неправдивого звіту про напад на нього в поліцію. Двоє чоловіків, за його словами, були прихильниками Трампа. Прем'єра сезону відбулася 24 вересня 2019 року, а завершився серіал 21 квітня 2020 року.
З «Імперією» сюжетно пов'язаний інший серіал, знятий Лі Деніелсом для Fox — "Зірка", події якого розгортаються в Атланті. Джассі Смоллетт з'явився у серіалі в якості запрошеної зірки, повторивши роль Джамала Лайона.
Спін-офф серіалу, що мав сконцентруватись на персонажці Тараджі Генсон Кукі Лайон, був запланований на запуск в 2020 році. Тим не менше, Фокс не купив пілот, і серіалом займаються інші мережі.
В Україні прем'єра відбулась 22 листопада 2015 на телеканалі 1+1.

## Сюжет
Розповідається історія родини Лайонів — хіп-хоп зірок та магнатів, їхні стосунки та боротьбу за контроль над сімейною компанією Empire Entertainment.
У першому сезоні події розгортаються навколо рішення голови музичної імперії Люціуса Лайона, який дізнається, що він невиліковно хворий і що жити йому залишилося три роки. Він бажає, щоб його імперія продовжувала жити і після нього, і тому вирішує вибрати спадкоємця. Його троє синів і колишня дружина починають боротьбу за «трон». Сам Люціус — колись вуличний музикант та злочинець (в минулому він з дружиною торгував наркотиками на вулицях Філадельфії), що здобув славу та гроші не зовсім законними шляхами. На шляху до зіркового життя він не гребував нічим, в тому числі й убивствами. Але перед початком серіалу йому ставлять жахливий діагноз БАС (бічний аміотрофічний склероз) — хвороба здатна не лише вкоротити віку, але й перетворити кого на решту життя в баласт для родини. Саме тому Лайон всіляко прискорює вихід своєї компанії на IPO та оголошує, що обере серед синів наступника, хоча поки що не вважає жодного з них достойним: старший Андре — найбільш підхожа кандидатура, єдиний у з усіх Лайонів-молодших має вищу освіту, вже довгий час працює фінансовим директором компанії й завжди старався підтримувати батька незалежно правий той чи ні, проте з точки зору Люціуса він має ряд недоліків: по-перше — Андре не музикант, по-друге — він одружений з білою дівчиною, тоді як Люціус типовий «чорний расист» й вороже ставиться до білих, по-третє — у Андре біполярний розлад, що робить його небезпечним та непередбачуваним.

## Виробництво

### Концепція
19 вересня 2013 року було оголошено, що телемережа Fox купила сценарій безіменного пілотного епізоду, написаного Лі Деніелсом та Денні Стронгом. Проєкт описувався як сімейна драма, що розгортається у хіп-хоп бізнесі. Сестринські студії 20th Century Fox Television і Imagine Television були прикріплені до потенційного проєкту, а Брайан Грейзер і Френсі Кальфо — як виконавчі продюсери нарівні з Деніелсом і Стронгом. 23 січня Fox замовив знімання пілотного епізоду, що отримав назву «Імперія», а режисерське крісло зайняв Лі Деніелс. Знімання пілотного епізоду відбувалося в березні 2014 року в Чикаго, а 6 травня канал замовив виробництво першого сезону серіалу для трансляції у сезоні 2014—2015. Під час пілотного сезону проєкт став лідером у продюсерів каналу і вони пообіцяли дати серіалу потужну рекламну кампанію, а також тайм-слот по середах після реаліті-шоу American Idol. Через свій щільний графік, Деніелс не зміг повною мірою присвятити себе серіалу. 13 травня 2014 року Айлін Чайкен приєдналася до проєкту як шоуранер та виконавчий продюсер. Чайкен тоді не шукала роботи в чужому шоу, але після того, як її пілот не пішов у виробництво, погодилася на участь у проєкті. При виборі шоуранера Деніелс шукав такого ж відкритого гея як і він, і лесбійка Чайкен у результаті після кількох зустрічей з ним приєдналася до шоу.
Після замовлення серіалу в інтерв'ю журналу The Hollywood Reporter номінант на премію Оскар Лі Деніелс сказав, що хотів зробити свою версію мильної опери 1980-х Династія, але з повністю афро-американським акторським складом. Також Деніелс зазначив, що музична складова проєкту більше схожа з кантрі-драмою ABC «Нешвілл», ніж із підлітковим шоу Fox «Хор». Зав'язка сюжету в пілотному епізоді своєю чергою була натхненна класичними п'єсами «Король Лір» Вільяма Шекспіра, та «Лев узимку» Джеймса Голдмена. Алексіс Колбі у виконанні Джоан Коллінз із «Династії» стала натхненням для героїні Тараджі Генсон.

### Кастинг
Кастинг на основні ролі розпочався у лютому 2014 року. Першим вибором Деніелса на головні ролі Кукі Лайон та Люціуса Лайона стали Тараджі Генсон та Уеслі Снайпс, але йому не вдалося дійти згоди з представниками Снайпса. Генсон тим часом погодилася на роль, але якщо її партнером стане Терренс Говард, з яким вона десятиліттям раніше знялася у фільмі «Метушня і рух». Після спільних проб, 19 лютого 2014 року було оголошено, що Говард відіграватиме основну роль колишнього наркоторговця, який став хіп-хоп магнатом. Новина про підписання контракту Генсон відігравати роль колишньої дружини, яка 17 років відсиділа у в'язниці за торгівлю наркотиками і тепер бажає повернути свою частку в бізнесі, було оголошено 26 лютого. Одночасно з цим Джуссі Смоллет був затверджений на роль одного з трьох їх синів, який є геєм. Відкритий гей Деніелс пізніше говорив, що взаємини персонажа Смоллетта з батьком були засновані на особистому досвіді. Сцена-флешбек з пілотного епізоду, в якій Люціус викидає п'ятирічного Джамала в сміттєвий бак, коли той переодягається в жіночий одяг, за визнанням Деніелса сталася з ним у дитинстві. 6 березня репер Браші Грей отримав роль молодшого сина, який є улюбленцем батька. Наступного дня було оголошено, що Малік Йоба приєднався до проєкту у ролі давнього друга Люціуса та голови в Empire Entertainment. 10 березня до пілоту приєдналася Габурі Сідібе (раніше знялася у фільмі Деніелса «Скарб») у періодичному статусі працьовитої помічниці Люціуса, тоді як Трей Байєрс та Грейс Джилі отримали регулярні ролі старшого сина з темними намірами та подруги Люціуса. 11 березня Кейтлін Даблдей отримала останню регулярну роль у пілоті, граючи дружину старшого сина, яка має свої плани по зведенню чоловіка на посаду глави Empire Entertainment.
Крім регулярного складу, кілька акторів пізніше приєдналися до проєкту в періодичному статусі. 18 березня 2014 року співачка Мейсі Грей підписалася грати одну з коханок Хакіма, тоді як Таша Сміт приєдналася у ролі сестри Кукі. Ще одна співачка, Гледіс Найт, у вересні приєдналася до шоу у ролі белетризованої версії себе. 29 вересня Наомі Кемпбелл приєдналася з роллю жінки, яка має сексуальний зв'язок із Хакімом. Наступного місяця Кортні Лав приєдналася до шоу в ролі хард-рок виконавиці, що працює з Empire Entertainment, а Кьюба Гудінг-молодший, Дерек Люк та Джадд Нельсон були оголошені як запрошені зірки.

## Акторський склад

### Сім'я Лайон
- Люціус Лайон (Lucious Lyon) — виконавець ролі Терренс Говард, уроджений Дуайт Волкер.
- Лоретта «Кукі» Лайон (дошл. Голуей) (Cookie Lyon) — виконавиця ролі Тараджі Генсон.
- Андре Лайон (Andre Martin Lyon) — вик. Трей Баєрс.
- Джамал Лайон (Jamal Joseph Lyon) — вик. Джассі Смоллетт.
- Хакім Лайон (Hakeem Lyon) — вик. Брайшер Грей.

## Епізоди
Основна стаття: Список епізодів телесеріалу "Імперія"
| Сезон | Епізоди | Прем'єра сезону    | Фінал сезону       | Місце за рейтингом Нільсена | Кількість глядачів за рейтингом Нільсена |
| ----- | ------- | ------------------ | ------------------ | --------------------------- | ---------------------------------------- |
| 1     | 12      | 7 січня 2015 р.    | 18 березня 2015 р. | 5                           | 17,33                                    |
| 2     | 18      | 23 вересня 2015 р. | 18 травня 2016 р.  | 5                           | 15,94                                    |
| 3     | 18      | 21 вересня 2016 р. | 24 травня 2016 р.  | 23                          | 10,37                                    |
| 4     | 18      | 27 вересня 2017 р. | 23 травня 2018 р.  | 52                          | 7,45                                     |
| 5     | 18      | 26 вересня 2018 р. | 8 травня 2019 р.   | 68                          | 6,28                                     |
| 6     | 18      | 24 вересня 2019 р. | 21 квітня 2020 р.  | 80                          | 4,04                                     |